# Johanna König (Schauspielerin)

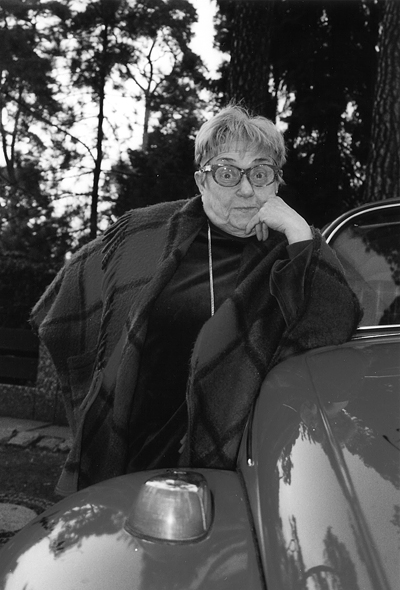
Johanna König

Johanna König, verheiratete Johanna König-Hock (* 27. März 1921 in Dresden; † 3. März 2009 in Berlin) war eine deutsche Schauspielerin und Tänzerin. Sie verkörperte jahrzehntelang die Werbefigur Klementine für den Konzern Procter & Gamble.

## Karriere
Johanna König war die Tochter des Leibkochs des letzten sächsischen Königs Friedrich August III. Erste Bühnenerfahrung sammelte sie bereits im Kinderballett der Staatsoper Dresden. Nach einer Ausbildung an der Schauspielschule Borchardt in Berlin war sie auf der Bühne als Solotänzerin und Schauspielerin tätig.

### Tanz, Theater, Film
1937 begann sie als Tänzerin am Reußischen Theater Gera, 1938 wechselte sie an das Theater Bielefeld. Sie trat in Operetten, Musicals und Revuen auf. Mit 18 Jahren legte sie erfolgreich ihre Solistenprüfung ab. Während des Krieges arbeitete sie am Theater des Volkes (am Dresdner Albertplatz), wo sie neben Solisten wie Vera Mahlke und Dore Hoyer Mitglied in der Kammertanzgruppe war. Daneben wirkte sie beim Kabarett der Komiker von Willi Schaeffers mit. 1944/45 gehörte sie zum Ensemble des „Deutschen Reichsballetts“ und musste am Ende des Zweiten Weltkrieges im Rahmen des Totalen Krieges in einer Munitionsfabrik in Hildburghausen arbeiten.
Gleich nach Kriegsende war Johanna König von Juni 1945 bis 1946 am Landestheater in Meiningen engagiert, wo sie in Schauspiel- und Operetteninszenierungen und bei zahlreichen Ballettaufführungen unter der Leitung von Mia Sema auftrat. Anschließend kehrte sie nach Berlin zurück, wo sie wieder im Kabarett der Komiker tätig war. Danach sah man sie in der Operette Die Csárdásfürstin und in dem Musical Käpt’n Bay-Bay. Als Nebendarstellerin wirkte sie in den 1950er und 1960er Jahren in einigen Heimatfilmen und Filmkomödien mit, wo sie komisch-kumpelhafte Frauen verkörperte. Als „Europas Tanz-Parodistin Nr. 1“ tourte sie durch Westeuropa.
Auf dem Höhepunkt ihrer Popularität spielte sie die Titelrolle im mehrfach preisgekrönten Film von Walter Bockmayer Jane bleibt Jane (1977). Hier verkörperte sie eine Frau, die dem Tagtraum nachhängt, Tarzans Witwe zu sein. In den ARD-Vorabendserien Drei Damen vom Grill und Praxis Bülowbogen (1987–1996) war sie ebenfalls vertreten.

### Werbe-Ikone (Fernsehen)
Große Popularität erlangte Johanna König in ihrer Rolle als Werbefigur Klementine, in der sie von 1968 bis 1984 Werbung für das Waschmittel Ariel machte. Dabei waren ihre Markenzeichen: weiße Latzhose und weiße Schirmmütze, jeweils mit der Aufschrift „Klementine“, sowie ein rot-weiß kariertes Hemd. Ihre Sätze „Nicht nur sauber, sondern rein“ und „Ariel in den Hauptwaschgang“ wurden zu geflügelten Worten.
Nach einer Pause von zehn Jahren stand sie 1993 noch einmal als Klementine vor der Kamera und war weitere drei Jahre bis 1996 in Fernsehspots zu sehen. Im Anschluss erhielt sie vom Ariel-Hersteller Procter & Gamble einen PR-Vertrag auf Lebenszeit.

## Privatleben
Im Alter von 75 Jahren zog sie sich langsam vom Bildschirm zurück. Sie war mit dem Filmproduktionsleiter Felix Hock verheiratet. Am 3. März 2009 starb sie im Alter von 87 Jahren. Johanna König erhielt eine Seebestattung in der Ostsee.

## Auszeichnungen
- 1976: Kritikerpreis der Filmfestspiele in Locarno

## Filmografie
- 1952: Nachts auf den Straßen
- 1957: Wetterleuchten um Maria
- 1958: Mikosch, der Stolz der Kompanie
- 1958: Münchhausen in Afrika
- 1958: Mein Schatz ist aus Tirol
- 1958: Piefke, der Schrecken der Kompanie
- 1958: Worüber man nicht spricht
- 1959: Kein Mann zum Heiraten
- 1959: Mandolinen und Mondschein
- 1959: Mikosch im Geheimdienst
- 1960: Conny und Peter machen Musik
- 1961: Robert und Bertram
- 1962: Wenn die Musik spielt am Wörthersee
- 1962: Genosse Münchhausen
- 1964: Polizeirevier Davidswache
- 1965: Das Feuerzeichen
- 1966: Sperrbezirk
- 1966: Komm mit zur blauen Adria
- 1967: Treibgut der Großstadt
- 1967: Pension Clausewitz
- 1968: Zum Teufel mit der Penne
- 1969: Die Lümmel von der ersten Bank
- 1969: Meine Schwiegersöhne und ich (Fernsehserie)
- 1970: Bambule (Nebenrolle)
- 1971: Fräulein von Stradonitz in memoriam
- 1971: Hurra, wir sind mal wieder Junggesellen!
- 1973: Zinksärge für die Goldjungen
- 1975: Lichtspiele am Preußenkorso (Mehrteiler)
- 1975: Beschlossen und verkündet – Der rote Hahn
- 1977: Jane bleibt Jane
- 1980: Looping
- 1984: Im Himmel ist die Hölle los
- 1989: Schulz & Schulz (Serie)
- 1987–1996: Praxis Bülowbogen (Serie)
- 1991: Großstadtrevier – Lauter ehrenwerte Leute
- 1993: Rosenemil
- 1999: Gisbert – Reklame (2. Folge der Fernsehserie)